# Veendam (schip, 1996)
De Veendam is een cruiseschip van de Holland-Amerika Lijn. Het schip is in 1996 in dienst gekomen van de Holland-Amerika Lijn. De Veendam heeft als thuishaven Rotterdam. Dit is ook de thuishaven van de andere schepen die in dienst zijn van de Holland-Amerika Lijn. Het schip is in juni 2020 verkocht en vaart sindsdien onder de naam Aegean Majesty.
Amsterdam ·
Eurodam · 
Koningsdam ·
Maasdam ·
Noordam ·
Oosterdam ·
Prinsendam ·
Rotterdam ·
Ryndam ·
Statendam ·
Veendam ·
Volendam ·
Westerdam ·
Zaandam ·
Zuiderdam